# Persone di nome Samuel/Calciatori
| Questa pagina contiene informazioni ricavate automaticamente dalle voci biografiche con l'ausilio del template Bio e di un bot. L'aggiornamento è periodico e automatico e ricostruisce completamente la pagina. Se manca una persona in questa lista, sei pregato di non aggiungerla, ma accertati piuttosto che la sua voce biografica contenga il template Bio e che i dati anagrafici siano correttamente compilati. Se il template Bio manca, inseriscilo tu stesso o, in alternativa, metti l'avviso {{tmp\|Bio}} che ne segnala la mancanza. Se i dati riportati sono sbagliati, correggi direttamente la voce biografica; le modifiche saranno visibili in questa lista entro pochi giorni. Per chiarimenti vedi il progetto antroponimi. La lista contiene solo le 164 persone che sono citate nell'enciclopedia e per le quali è stato implementato correttamente il template Bio. Pagina aggiornata al 6 ago 2025. |

Questa è una lista di persone presenti nell'enciclopedia che hanno il nome Samuel e sono calciatori.

## A(15)
- Samuel Acquah, calciatore ghanese (Accra, n. 1943 - † 2014)
- Sam Adekugbe, calciatore canadese (Londra, n. 1995)
- Samuel Adeniran, calciatore statunitense (Houston, n. 1998)
- Samuel Adegbenro, calciatore nigeriano (Osogbo, n. 1995)
- Sammy Adjei, ex calciatore ghanese (Accra, n. 1980)
- Samuel Afum, ex calciatore ghanese (Accra, n. 1990)
- Samuel Aguilar, calciatore paraguaiano (n. 1933 - Fernando de la Mora, † 2013)
- Samuel Akere, calciatore nigeriano (n. 2004)
- Samuel Alabi, calciatore ghanese (n. 2000)
- Samuel Alazar, calciatore eritreo (n. 1993)
- Samuel Amo-Ameyaw, calciatore inglese (Hackney, n. 2006)
- Samuel Asamoah, calciatore ghanese (Accra, n. 1994)
- Samuel Ayorinde, ex calciatore nigeriano (Lagos, n. 1974)
- Samuel Camazzola, ex calciatore brasiliano (Caxias do Sul, n. 1982)
- Monday Samuel, calciatore nigeriano (n. 1993)

## B(13)
- Samuel Bagín, calciatore slovacco (Ilava, n. 2004)
- Sam Baldock, ex calciatore inglese (Buckingham, n. 1989)
- Samuel Ballet, calciatore svizzero (Berna, n. 2001)
- Samuel Bamba, calciatore tedesco (Ahlen, n. 2004)
- Sam Barkas, calciatore inglese (South Shields, n. 1909 - † 1989)
- Samuel Barlay, ex calciatore sierraleonese (Freetown, n. 1986)
- Sam Bartram, calciatore e allenatore di calcio inglese (Jarrow, n. 1914 - Harpenden, † 1981)
- Samuel Bastien, calciatore belga (Meux, n. 1996)
- Sam Bell, calciatore inglese (Bristol, n. 2002)
- Samuel Bouhours, ex calciatore francese (Le Mans, n. 1987)
- Samuel Brolin, calciatore svedese (Lidköping, n. 2000)
- Samuel Burton, calciatore inglese (Swindon, n. 1926 - † 2020)
- Sam Byram, calciatore inglese (Thurrock, n. 1993)

## C(13)
- Samuel Camille, ex calciatore francese (Saint-Denis, n. 1986)
- Samuel Careaga, calciatore argentino (Avellaneda, n. 2002)
- Samu Castillejo, calciatore spagnolo (Malaga, n. 1995)
- Samuel Chapanga, ex calciatore mozambicano (Maputo, n. 1982)
- Sam Chedgzoy, calciatore e allenatore di calcio inglese (Ellesmere Port, n. 1889 - Montréal, † 1967)
- Samuel Chomba, calciatore zambiano (Kitwe, n. 1964 - Oceano Atlantico, † 1993)
- Samuel Chukwueze, calciatore nigeriano (Umuahia, n. 1999)
- Sammy Clingan, ex calciatore nordirlandese (Belfast, n. 1984)
- Sam Clucas, calciatore inglese (Lincoln, n. 1990)
- Sam Cowan, calciatore e allenatore di calcio inglese (Chesterfield, n. 1901 - Haywards Heath, † 1964)
- Sam Cox, ex calciatore guyanese (Londra, n. 1990)
- Sammy Crooks, calciatore e allenatore di calcio inglese (Bearpark, n. 1908 - Belper, † 1981)
- Samuel Cuburu, calciatore messicano (n. 1928)

## D(9)
- Samú Costa, calciatore portoghese (Aveiro, n. 2000)
- Samuel Dahl, calciatore svedese (Västerås, n. 2003)
- Sam Dalby, calciatore inglese (Leytonstone, n. 1999)
- Sam Dalrymple, calciatore statunitense (Filadelfia, n. 1901 - Norristown, † 1981)
- Samuel Richard Davies, calciatore inglese (Manchester, n. 1867 - Quarto dei Mille, † 1907)
- Samuel Day, calciatore inglese (Londra, n. 1878 - † 1950)
- Samuel Di Carmine, calciatore italiano (Firenze, n. 1988)
- Samuel Lino, calciatore brasiliano (Santo André, n. 1999)
- Samuel Santos, calciatore brasiliano (Caçapava, n. 1990)

## E(5)
- Samuel Edozie, calciatore inglese (Lewisham, n. 2003)
- Samuel Eduok, calciatore nigeriano (Itu, n. 1994)
- Samuel Ekeme, ex calciatore camerunese (n. 1966)
- Samuel Elvir, calciatore honduregno (n. 2001)
- Samuel Essende, calciatore congolese (Repubblica Democratica del Congo) (Montfermeil, n. 1998)

## F(4)
- Samuel Fraguito, ex calciatore portoghese (Vila Real, n. 1951)
- Sam Field, calciatore inglese (Grimsby, n. 1998)
- Sam Foley, calciatore inglese (St Albans, n. 1986)
- Samuel Firmino de Jesus, ex calciatore brasiliano (San Paolo, n. 1986)

## G(13)
- Samuel Galindo, calciatore boliviano (Santa Cruz de la Sierra, n. 1992)
- Sam Gallagher, calciatore inglese (Crediton, n. 1995)
- Sam Gallaway, calciatore australiano (Coffs Harbour, n. 1992)
- Samuel Garcia, ex calciatore francese (Tahiti, n. 1975)
- Samuel García Sánchez, ex calciatore spagnolo (Malaga, n. 1990)
- Samuel Gidi, calciatore ghanese (n. 2004)
- Samuel Gigot, calciatore francese (Avignone, n. 1993)
- Samuel Gilmore, ex calciatore nigeriano (Lagos, n. 1996)
- Samuel Giovane, calciatore italiano (Lugo, n. 2003)
- Samuel Lobato, calciatore portoghese (Maia, n. 2001)
- Samuel Grandsir, calciatore francese (Évreux, n. 1996)
- Samuel Gueulette, calciatore ruandese (Kigali, n. 2000)
- Samuel Gustafson, calciatore svedese (Mölndal, n. 1995)

## H(5)
- Sam Hardy, calciatore inglese (Chesterfield, n. 1883 - Chesterfield, † 1966)
- Samuel Hickson, calciatore e allenatore di calcio inglese
- Samuel Hnanyine, calciatore francese (Nuova Caledonia, n. 1984)
- Samuel Holmén, calciatore svedese (Annelund, n. 1984)
- Sam Hutchinson, calciatore inglese (Slough, n. 1989)

## I(4)
- Samuel Iling-Junior, calciatore inglese (Islington, n. 2003)
- Samuel Inkoom, ex calciatore ghanese (Sekondi-Takoradi, n. 1989)
- Samuel Ipoua, ex calciatore camerunese (Douala, n. 1973)
- Samuel Isaksen, calciatore norvegese (Larvik, n. 1982)

## J(6)
- Sam Jenkins, ex calciatore neozelandese (Napier, n. 1987)
- Samuel Johnson, ex calciatore guineano (Conakry, n. 1984)
- Samuel Johnson, ex calciatore ghanese (Accra, n. 1973)
- Sam Johnstone, calciatore inglese (Preston, n. 1993)
- Samuel Soares, calciatore portoghese (Sintra, n. 2002)
- Sam Junqua, calciatore statunitense (Saratoga, n. 1996)

## K(9)
- Samuel Kaloros, calciatore vanuatuano (n. 1989)
- Samuel Kalu, calciatore nigeriano (Aba, n. 1997)
- Samuel Kini, calciatore papuano (Mount Hagen, n. 1987)
- Samuel Kopásek, calciatore slovacco (Čadca, n. 2003)
- Samuel Kotto, calciatore camerunese (n. 2003)
- Samuel Kozlovský, calciatore slovacco (Bratislava, n. 1999)
- Samuel Kroon, calciatore svedese (n. 1996)
- Samuel Kuffour, ex calciatore ghanese (Kumasi, n. 1976)
- Ablade Kumah, ex calciatore ghanese (n. 1970)

## L(4)
- Samuel Justo, calciatore portoghese (Amadora, n. 2004)
- Samuel Lavrinčík, calciatore slovacco (Bratislava, n. 2001)
- Samuel Leach Holm, calciatore svedese (Åkersberga, n. 1997)
- Samuel Mensiro, calciatore ghanese (Accra, n. 1989)

## M(8)
- Tiyani Mabunda, ex calciatore sudafricano (Polokwane, n. 1988)
- Sam Malcolmson, calciatore scozzese (Dumfries, n. 1947 - Auckland, † 2024)
- Sam McQueen, ex calciatore inglese (Southampton, n. 1995)
- Sam Messam, ex calciatore neozelandese (n. 1986)
- Samuel Mokédé, ex calciatore svedese (Parigi, n. 1979)
- Sam Morrow, ex calciatore nordirlandese (Derry, n. 1985)
- Samuel Moutoussamy, calciatore francese (Parigi, n. 1996)
- Samuel Mráz, calciatore slovacco (Malacky, n. 1997)

## N(2)
- Samuel Ndhlovu, calciatore e allenatore di calcio zambiano (Luanshya, n. 1937 - Mufulira, † 2001)
- Samuel Nnamani, calciatore nigeriano (Lagos, n. 1995)

## O(8)
- Samuel Obeng, calciatore ghanese (Nsapor, n. 1997)
- Samuel Ochoa, ex calciatore statunitense (Morelia, n. 1986)
- Samuel Anum Okai, ex calciatore ghanese (n. 1936)
- Samuel Okunowo, ex calciatore nigeriano (Ibadan, n. 1979)
- Samuel Okwaraji, calciatore nigeriano (Orlu, n. 1964 - Lagos, † 1989)
- Samu Aghehowa, calciatore spagnolo (Melilla, n. 2004)
- Samuel Oum Gouet, calciatore camerunese (Ayos, n. 1997)
- Samuel Owusu, calciatore ghanese (Accra, n. 1996)

## P(4)
- Samuel Pancotti, calciatore sammarinese (Città di San Marino, n. 2000)
- Samuel Petráš, calciatore slovacco (Žilina, n. 1999)
- Samuel Piette, calciatore canadese (Repentigny, n. 1994)
- Samuel Portugal, calciatore brasiliano (Teixeira de Freitas, n. 1994)

## R(4)
- Sam Raybould, calciatore inglese (Staveley, n. 1875 - Derbyshire, † 1949)
- Samuel Renel, calciatore francese (Fort-de-France, n. 2001)
- Samuel Llorca Ripoll, ex calciatore spagnolo (Alicante, n. 1985)
- Samuel Rosa Gonçalves, calciatore brasiliano (São Borja, n. 1991)

## S(16)
- Samuel Sáiz, calciatore spagnolo (Madrid, n. 1991)
- Samuel Granada, calciatore brasiliano (Nova Iguaçu, n. 2000)
- Samuel Stevens Sampene, ex calciatore ghanese (Kumasi, n. 1942)
- Samuel San José, ex calciatore spagnolo (Santander, n. 1984)
- Samuel Scheimann, ex calciatore israeliano (Afula, n. 1987)
- Samuel Schillinger, calciatore cecoslovacco (Užhorod, n. 1903 - † 1998)
- Samuel Shashoua, calciatore inglese (Londra, n. 1999)
- Samuel Silvera, calciatore australiano (Londra, n. 2000)
- Sam Sodje, ex calciatore inglese (Greenwich, n. 1979)
- Samuel Sosa, calciatore venezuelano (Valencia, n. 1999)
- Samuel Souprayen, calciatore francese (Saint-Benoît, n. 1989)
- Sam Stanton, calciatore scozzese (Edimburgo, n. 1994)
- Samuel Emmanuel Suka, ex calciatore beninese (n. 1983)
- Sam Surridge, calciatore inglese (Slough, n. 1998)
- Samuel Suľa, calciatore slovacco (Námestovo, n. 2000)
- Samuel Szmodics, calciatore irlandese (Colchester, n. 1995)

## T(6)
- Samuel Quina, ex calciatore portoghese (Bissau, n. 1966)
- Samuel Tetteh, calciatore ghanese (Accra, n. 1996)
- Samuel Thorsteinsson, calciatore danese (Bíldudalur, n. 1893 - Slagelse, † 1956)
- Fred Tilson, calciatore britannico (Swinton, n. 1904 - Manchester, † 1972)
- Sammy Todd, ex calciatore nordirlandese (Belfast, n. 1945)
- Sam Togwell, ex calciatore inglese (Beaconsfield, n. 1984)

## U(1)
- Samuel Umtiti, calciatore camerunese (Yaoundé, n. 1993)

## V(3)
- Samuel Velásquez, calciatore colombiano (Medellín, n. 2003)
- Sam Vines, calciatore statunitense (Colorado Springs, n. 1999)
- Sam Vokes, calciatore gallese (Southampton, n. 1989)

## W(4)
- Samuel Widdowson, calciatore inglese (n. 1851 - † 1927)
- Samuel Wilson, calciatore nicaraguense (Chinandega, n. 1983)
- Sam Winnall, ex calciatore inglese (Wolverhampton, n. 1991)
- Sam Wolstenholme, calciatore e allenatore di calcio inglese (Little Lever, n. 1877 - Bolton, † 1945)

## X(1)
- Samuel Xavier, calciatore brasiliano (San Paolo, n. 1990)

## Y(2)
- Samuel Yeboah, ex calciatore ghanese (Accra, n. 1986)
- Samuel Yohou, calciatore francese (Villepinte, n. 1991)

## Z(1)
- Samuel Zauber, calciatore rumeno (Timișoara, n. 1901 - Gerusalemme, † 1986)

## Ď(1)
- Samuel Ďatko, calciatore slovacco (Čierny Balog, n. 2001)

## Ş(1)
- Samuel Şahin-Radlinger, calciatore austriaco (Ried im Innkreis, n. 1992)

## Š(2)
- Samuel Štefánik, calciatore slovacco (Bánovce nad Bebravou, n. 1991)
- Samuel Šefčík, calciatore slovacco (Bratislava, n. 1996)